# Acropentias papuensis
Acropentias papuensis là một loài bướm đêm trong họ Crambidae.